# Hardan at-Tikriti
Hardan ʿAbd al-Ghaffar at-Tikriti (arabisch حردان عبدالغفار التكريتي; geb. 1925 in Tikrit, Irak; gest. 30. März 1971 in Kuwait) war ein hoher Kommandant im Range eines Generalleutnants der irakischen Luftwaffe, irakischer Politiker der Baath-Partei und Botschafter, der auf Befehl von Saddam Hussein ermordet wurde. Er war Vizevorsitzender des Revolutionären Kommandorates und Vizepräsident von Irak.

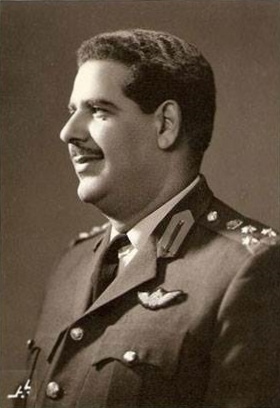
Hardan at-Tikriti

## Leben
Hardan at-Tikriti wurde 1925 als Sohn eines Polizeibeamten geboren. Wie zahlreiche Männer aus einfachen Verhältnissen in Tikrit wurde er Soldat in der irakischen Armee. Er absolvierte in Bagdad die Ausbildung zum Militärpiloten und trat der Baath-Partei offiziell 1961 bei. Bei den Staatsstreichen 1963 und 1968 spielte er eine tragende Rolle. Nach dem Militärputsch vom 18. November 1963 übernahm er das Kommando der irakischen Luftwaffe. Als Abd as-Salam Arif Präsident des Irak wurde, stellte sich Hardan zusammen mit gemäßigten Baathisten wie Ahmad Hasan al-Bakr auf seine Seite und erhielt dafür den Posten des Verteidigungsministers, den er bis März 1964 halten konnte, als er von Arif aus dem Amt gedrängt wurde.
Bei einem unblutigen Staatsstreich im Juli 1968 wurde Hardan damit beauftragt, Staatspräsident Abd ar-Rahman Arif von dessen Absetzung zu informieren. Hardan überredete Arif, sich nach London zurückzuziehen, und begleitete ihn persönlich zum Flughafen. Nach dem Staatsstreich errang er seine alten Funktionen als Verteidigungsminister und Chef der Luftwaffe zurück und besorgte in dieser Position großzügige Militärhilfe aus der Sowjetunion. Gleichzeitig wurde er stellvertretender Premierminister und stellvertretender Oberkommandant und somit einer der drei mächtigsten Männer im Irak. Alle drei stammten aus Tikrit, die beiden anderen waren Saddam Hussein und Bakr, die nun ihrerseits gegen Hardan zu intrigieren begannen, weil er in der Armee am meisten Unterstützung genoss. Anschließend führten Hardans Konflikte mit dem damaligen, von Saddam Hussein unterstützten Innenminister Salih Adhi Ammash (1924–1985) zur Entlassung der beiden, die Posten als Vizepräsidenten erhielten.
1969 versuchte Hardan, seine Machtstellung auszuspielen, indem er Bakr überzeugte, Saddam ins Exil zu schicken, nachdem ihn dieser vor dem Kommandorat gedemütigt hatte. Saddam bestieg ein Flugzeug, kehrte aber schon nach einer Woche zurück und plante Rache. Zunächst übernahm er den Titel des Vizepräsidenten in sein eigenes Amt als Staatspräsident. Hardan wurde zwar wieder zum Vizepräsidenten ernannt, blieb nun aber machtlos, da er die Kabinettssitzungen nicht mehr kontrollieren konnte. Am 15. Oktober 1970 erfolgte schließlich die vollständige Entmachtung Hardans: er wurde von seinen Funktionen als Verteidigungsminister, Vizepräsident und Mitglied des Kommandorats entlassen. Zur Begründung diente der Vorwurf, er vernachlässige die Bemühungen der Baath-Partei zugunsten der Araber, d. h. er missachte den Eid der Baathisten zum Schutz der Palästinenser. Dies beruhte auf seiner Weigerung, Saddam Husseins Befehl zum Einsatz einer irakischen Brigade im Schwarzen September zum Schutz der Palästinenser vor der jordanischen Regierung auszuführen. Er wurde in ein Flugzeug gesetzt und zunächst nach Madrid gesandt. Nach einer erfolglosen Rückkehr einige Wochen später wurde er als irakischer Botschafter nach Algerien geschickt. Nachdem er dort nicht akzeptiert wurde, ernannte man ihn zum Botschafter in Schweden. Unzufrieden mit dieser Abschiebung flog er nach Kuwait, wo er einen Staatsstreich gegen al-Bakr und Saddam Hussein einzuleiten versuchte. Am 30. März 1971 wurde Hardan at-Tikriti auf Befehl von Saddam Hussein in Kuwait ermordet.
Er wurde in Tikrit begraben. Sein Grab wurde im November 2014 durch einen Sprengsatz des Islamischen Staats zerstört.